# Anna Christie (obra de teatro)

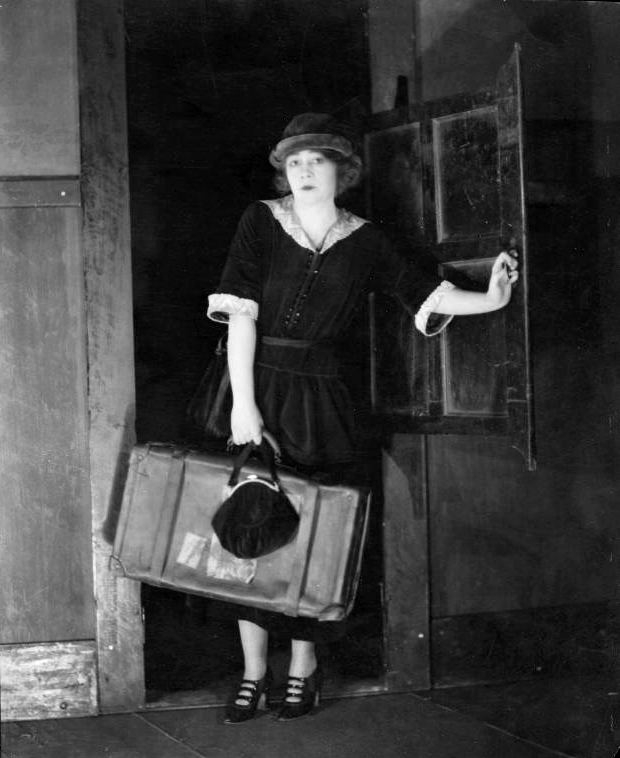
P. Lord en una función de 1921.

Anna Christie es una obra de teatro en cuatro actos del dramaturgo estadounidense Eugene O'Neill. Se estrenó en 1921. O'Neill recibió el Premio Pulitzer por esta obra.

## Argumento

### Acto I
El primer acto tiene lugar en un bar, propiedad de Johnny el Sacerdote, regentado por Larry. El viejo Chris, un capitán de gabarra transportadora de carbón, recibe una carta de su hija, Anna Christie, una joven a quien no ha visto desde que tenía 5 años de edad y su familia vivía en Suecia. Se reúnen en el bar y ella acepta ir en la barcaza de carbón con él. El resto de la obra transcurre en la gabarra.

### Acto II
La tripulación rescata en la gabarra a Mat Burke y otros cuatro hombres, que estaban en un bote después de un naufragio. Tras un encuentro inicial no demasiado amistoso, Anna y Mat se enamoran.

### Acto III
Se produce un enfrentamiento entre Anna, Chris y Mat. Mat quiere casarse con Anna, contra los deseos de Chris, que no quiere que su hija se una en matrimonio a un marinero. Anna está molesta con ambos por tratarla como una responsabilidad. Ana les confiesa la verdad sobre su vida: fue violada mientras vivía con unos parientes de su madre en una granja de Minnesota, y luego se convirtió en una prostituta después de un tiempo como auxiliar de enfermería. Mat se enfurece y los dos hombres abandonan la escena. 

### Acto IV
Mat y Chris regresan. Anna perdona a Chris  por no haber formado parte de su infancia, y después de una dramática confrontación, Mat perdona Ana por haberse dedicado a la prostitución después de que ella promete no volver a esa actividad, y Chris se compromete a casarse. Chris y Mat se enrolan en el mismo barco que marcha a Sudáfrica, y embarcarán al día siguiente, aunque ambos prometen volver con Anna.

## Representaciones
La obra se estrenó el 2 de noviembre de 1921 en el Vanderbilt Theatre de Broadway, alcanzando las 177 representaciones. Fue interpretada por Pauline Lord (Anna), George Marion (Chris) y Frank Shannon (Matt). Una nueva versión de 1952 contó con Celeste Holm (Anna), Art Smith (Chris) y Kevin McCarthy (Mat). La tercera versión de Broadway data de 1977 y fue interpretada por Liv Ullmann (Anna), Robert Donley (Chris) y John Lithgow (Matt). La por el momento última producción neoyorkina se puso en escena en 1993 y el montaje contó con Natasha Richardson (Anna), Liam Neeson (Matt) y Rip Torn (Chris). En 2011 se representó de nuevo en Londres, con Ruth Wilson (Anna), Jude Law (Matt) y David Hayman (Chris).

### Representaciones en español
La obra se estrenó en España en el Teatro Fontalba de Madrid el 20 de enero de 1931, con Lola Membrives como cabeza de cartel, acompañada por Amparo Astor, Ricardo Puga, Luis Roces, José Marco Davó y Enrique Suárez. En 1959, el Teatro Infanta Isabel ofreció otro montaje, con Nuria Espert (Anna), Ramón Corroto (Mat), Ramón Durán (Chris), Milagros Leal y Laureano Franco.
Televisión española emitió una versión para la pequeña pantalla, dentro del espacio teatral Estudio 1, el 15 de marzo de 1976, adaptada y realizada por Josefina Molina, y con este reparto: María del Puy (Anna Christopherson), Juan Diego (Mat Burke), Julieta Serrano (Marthy Owen), Estanis González (Chris Christopherson), José Riesgo (Larry) y Emilio Gutiérrez Caba.
En México, la obra fue representada por primera vez en 1955, con actuación principal de Silvia Pinal.

## Adaptaciones cinematográficas
Se han rodado tres películas basadas en la obra:
- Anna Christie (1923), película dirigida por John Griffith Wray.
- Anna Christie (1930), película dirigida por Clarence Brown y protagonizada por Greta Garbo.
- Anna Christie (1930), película dirigida por Jacques Feyder y con actuación de Greta Garbo, versión en alemán de la anterior.